# Brita Swan
Brita Maria Swan, född 18 juli 1931 i Bureå församling, Västerbottens län, död 8 mars 2014 i Torekovs församling, Skåne län, var en svensk jurist som var lagman i Mjölby tingsrätt från 1987 till 1998.

## Biografi
Swan blev juris kandidat 1959 och genomförde sin tingstjänstgöring 1959–1962 innan hon blev fiskal i Svea hovrätt 1963. Ho
an var rådman i Linköpings tingsrätt 1978-1987 och var lagman i Mjölby tingsrätt 1987-1998. Hon var statlig förlikningsman från 1989.
Swan var dotter till provinsläkaren Åke Åkesson och hans maka Hanna, född Hellner. Hon var från 1952 gift med Tore Swan, laborator.